# В ожидании моря
«В ожидании моря» (англ. Waiting for the Sea) — художественный фильм 2012 года режиссёра Бахтиёра Худойназарова совместным производством России, Таджикистана, Украины, Казахстана, Германии, Франции и Бельгии. Фильм снят на территории иссохшего Аральского моря и рассказывает о  влиянии экологической катастрофы на судьбу людей в этом регионе.
Этот фильм — завершающий в трилогии «Центральная Азия» Худойназарова. Трилогия начинается с фильма «Лунный папа» (1999 год). В 2000 году началась работа над второй частью трилогии, трагикомедией под названием «Живая рыба» (Living Fish). Сценарий был написан Олегом Антоновым. Проект не был завершён в результате финансового кризиса в 2008 году, а также из-за смерти продюсера Карла Баумгартнера в 2014 году. В 2015 году умер сам Худойназаров. Кинофильм «В ожидании моря» был запущен в производство в 2009 году
.

## Сюжет
События происходят в портовом городе Абаста (который напоминает Муйнак) на южном берегу Аральского моря. Капитан по имени Марат отправляется на промысел, несмотря на штормовое предупреждение. Именно в такие дни в бухту попадает огромное количество рыбы. После некоторого колебания он берёт с собой свою жену Дари и ее младшую сестру Тамару. Однако позже отправляет Тамару домой. Корабль попадает в сильный шторм, Марат — единственный выживший.
Десять лет спустя Марат освобождается из тюрьмы и возвращается в город. Он обнаруживает, что море ушло. Море сейчас далеко, а пристань порта находится в огромной песчаной пустыне с ржавыми кораблями. Городские люди относятся к Марату с враждебностью из-за потери родственников во время катастрофы. Ни один из пропавших членов экипажа не был найден. Измученный чувством вины, Марат начинает тащить свой корабль своими мускулами в поисках моря. Рядом с ним стоит только его старый друг Бальтазар. Тамара, младшая сестра его утонувшей жены Дари, любила Марата с детства и теперь отчаянно пытается завоевать его сердце. Марат настаивает на том, что Дари является его женой и говорит ей, что у него «пепел в сердце». Он живёт только ради поисков моря.
В конце концов, Марат умирает от болезни и истощения. Теперь перспектива превращается в душу Марата: во время шторма море возвращается и выводит Марата на свой корабль на открытом воздухе в сопровождении откровения Иоанна 21: 1.

## В ролях
- Егор Бероев — Марат
- Анастасия Микульчина — Дари / Тамара
- Детлев Бук — Бальтазар
- Динмухамет Ахимов — отец Дари и Тамары
- Раджаб Хусейнов — Мардуни
- Павел Прилучный — Ясан
- Даулет Кекельбаев — Квидак

## Место съёмок
Фильм был снят в Казахстане на полуострове Мангышлак в горных пустынях Каспийского моря, недалеко от старого порта Актау.
Декорации, использованные при съёмке города Абаста по-прежнему находятся в 104 км к северу от Актау около Таучика и являются экскурсионным пунктом.

## Критика
Ксан Брукс из theguardian.com оценил фильм на 3 из 5 звёзд и написал: «Фильм Худойназарова — большая, масштабная, волшебно-реалистическая народная сказка, наполненная слишком большим количеством грубых архетипов (объект красоты, мудрый старый отшельник, лучший друг-разнорабочий), чтобы её можно было назвать человеческой драмой. Но если главное испытание на международном кинофестивале — это способность показать нам места, которые мы никогда не знали, перенести нас в другие миры и незнакомые культуры, тогда «В ожидании моря» должно считаться ошеломляющим успехом».